# Jordstar
Jordstar (Carex humilis), også skrevet Jord-Star, er en staude med en tæt, tuedannende eller svagt tæppedannende vækst. Arten er karakteristisk for steppevegetationerne, og vokser ikke vildt i Danmark.

## Beskrivelse
Jordstar er en græsagtig og flerårig, urteagtig plante med en tæt, tuedannende vækst. Planten kan langsomt danne små puder eller tæpper. De oprette stængler er glatte og svagt trekantede i tværsnit. De tuedannende grundblade har purpurrøde bladskeder, og er for det meste børsteagtigt sammenrullede og linjeformede med grågrøn til lysegrøn farve på begge bladsider. 
Blomstringen sker i april-maj, hvor man kan finde de rustrøde han-aks yderst på stænglerne, mens de sølvskinnende hun-aks findes lidt længere nede ad skuddet. Frugterne er nødder.
Rodnettet er tæt filtet og stort i forhold til plantens overjordiske del. Arten får ofte en ringformet vækst med død midte. Dette skyldes formentlig en form for selvforgiftning 
Højde x bredde og årlig tilvækst: 0,15 x 0,15 m (15 x 15 cm/år). Selve bladtuen er dog noget mindre. Målene kan bruges til beregning af planteafstande i haver.

## Hjemsted
Arten er knyttet til tørre steppeområder og lyse ege- og fyrreskove (plantesamfundet Mesobromion ereeti) på tør bund, og den er udbredt i Sibirien og Østasien samt i Central- og Østeuropa. Den foretrækker solåbne voksesteder med porøs sand- eller lerbund, men findes også på klippegrund med tyndt jordlag. 
I skovsteppe-områderne af Ukraine findes den sammen med bl.a. fjergræs, alm. hvene, Cytisus ruthenicus (en gyvel-art), dværgkirsebær, engsalvie, Festuca sulcata (en svingel-art), gul snerre, hårtotfjergræs, Pedicularis comosa (en troldurt-art) og slåen. 
| Portal | Portal:Botanik |